# La Châtre
Pour les articles homonymes, voir La Châtre (homonymie).
La Châtre est une commune française et une sous-préfecture située dans le département de l'Indre, en région Centre-Val de Loire.

## Géographie

### Localisation
La commune est située dans le sud-est du département de l'Indre.
Les communes limitrophes sont : Montgivray (2 km), Le Magny (3 km), Lacs (3 km) et Briantes (4 km).
Les services préfectoraux sont situés à Châteauroux (34 km), et les autres sous-préfectures sont Issoudun (41 km) et Le Blanc (71 km).

### Lieux-dits, hameaux et écarts
Les hameaux et lieux-dits de la commune sont : les Grandes Bordes, Vavre et les Echambons.

### Géologie et relief
Le sous-sol est pour l'essentiel composé d'argile et de marnes schisteuses.

### Hydrographie
Le territoire communal est traversé par la rivière Indre.

### Climat
Pour des articles plus généraux, voir Climat du Centre-Val de Loire et Climat de l'Indre.
En 2010, le climat de la commune est de type climat océanique dégradé des plaines du Centre et du Nord, selon une étude du CNRS s'appuyant sur une série de données couvrant la période 1971-2000. En 2020, Météo-France publie une typologie des climats de la France métropolitaine dans laquelle la commune est exposée à un climat océanique altéré et est dans la région climatique Ouest et nord-ouest du Massif Central, caractérisée par une pluviométrie annuelle de 900 à 1 500 mm, maximale en automne et en hiver.
Pour la période 1971-2000, la température annuelle moyenne est de 11,4 °C, avec une amplitude thermique annuelle de 15,3 °C. Le cumul annuel moyen de précipitations est de 813 mm, avec 11,9 jours de précipitations en janvier et 7,3 jours en juillet. Pour la période 1991-2020, la température moyenne annuelle observée sur la station météorologique de Météo-France la plus proche, « Ste--Sévère », sur la commune de Sainte-Sévère-sur-Indre à 12 km à vol d'oiseau, est de 12,1 °C et le cumul annuel moyen de précipitations est de 843,9 mm,. Pour l'avenir, les paramètres climatiques de la commune estimés pour 2050 selon différents scénarios d'émission de gaz à effet de serre sont consultables sur un site dédié publié par Météo-France en novembre 2022.

### Paysages
Elle est située dans la région naturelle du Boischaut Sud et domine la vallée de l'Indre

## Urbanisme

### Typologie
Au 1er janvier 2024, La Châtre est catégorisée bourg rural, selon la nouvelle grille communale de densité à sept niveaux définie par l'Insee en 2022.
Elle appartient à l'unité urbaine de La Châtre, une agglomération intra-départementale regroupant quatre  communes, dont elle est ville-centre,,. Par ailleurs la commune fait partie de l'aire d'attraction de La Châtre, dont elle est la commune-centre,. Cette aire, qui regroupe 14 communes, est catégorisée dans les aires de moins de 50 000 habitants,.

### Zonages d'études
La commune se situe dans l'unité urbaine de La Châtre, dans l’aire urbaine de La Châtre, dans la zone d’emploi de Châteauroux et dans le bassin de vie de La Châtre.

### Logement
Le tableau ci-dessous présente le détail du secteur des logements de la commune :
| Date du relevé                                              | 2013   | 2015   |
| Nombre total de logements                                   | 2 839  | 2 851  |
| Résidences principales                                      | 77,7 % | 77,7 % |
| Résidences secondaires                                      | 6,6 %  | 6,6 %  |
| Logements vacants                                           | 15,7 % | 15,7 % |
| Part des ménages propriétaires de leur résidence principale | 48,7 % | 48,6 % |

### Voies de communication et transports

#### Voies de communication
Le territoire communal est desservi par les routes départementales : 41A, 49, 73, 83A, 927, 940 et 943.

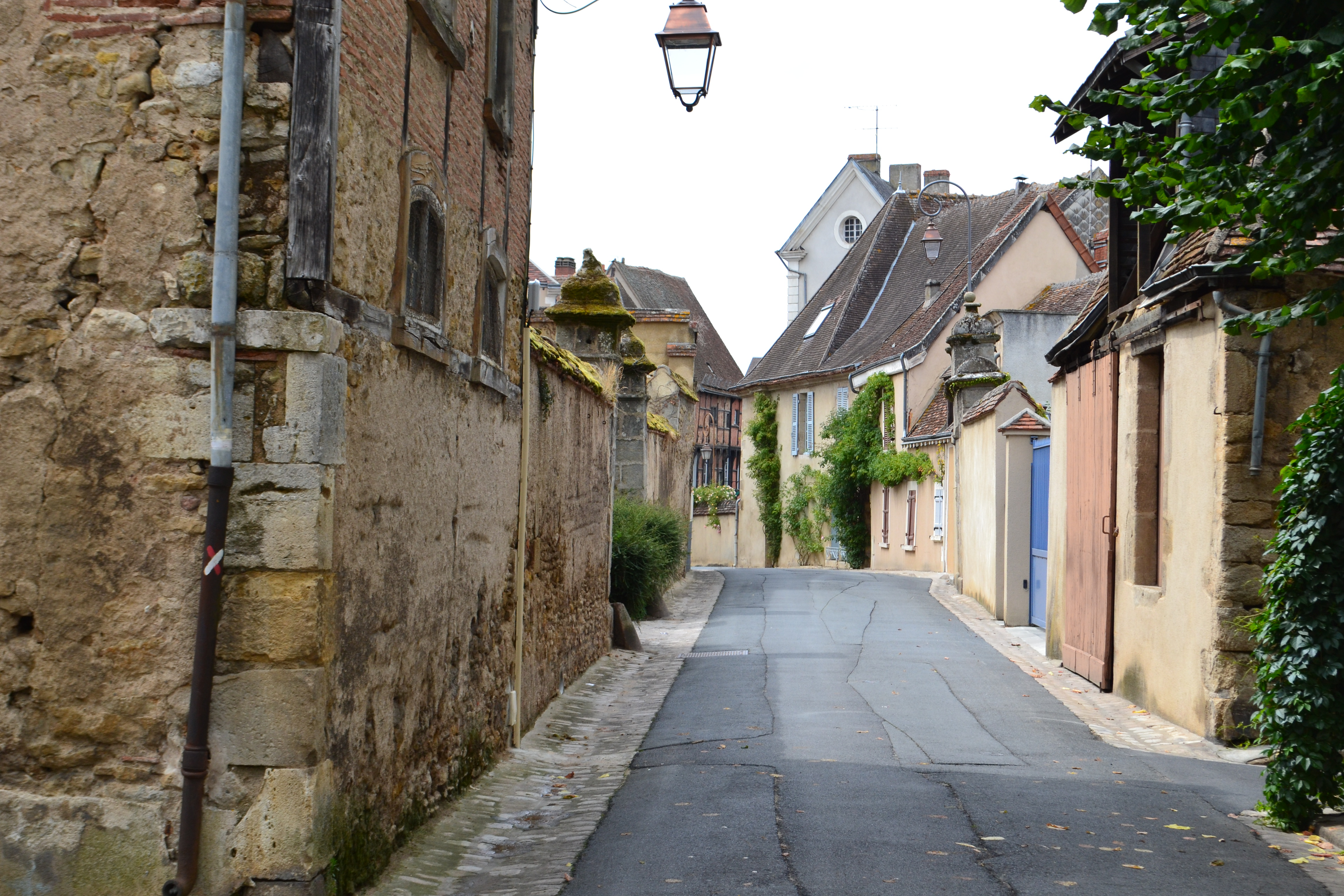
La rue de Bellefond en 2011.

#### Transports
Les lignes de Châteauroux à La Ville-Gozet et de La Châtre à Guéret passaient par le territoire communal, et la  gare de La Châtre desservait la commune. Les gares ferroviaires les plus proches sont les gares de Châteauroux (36 km) et Argenton-sur-Creuse (39 km).
La Châtre est desservie par les lignes E, F, H et J du Réseau de mobilité interurbaine.
L'aéroport le plus proche est l'aéroport de Châteauroux-Centre, à 39 km.

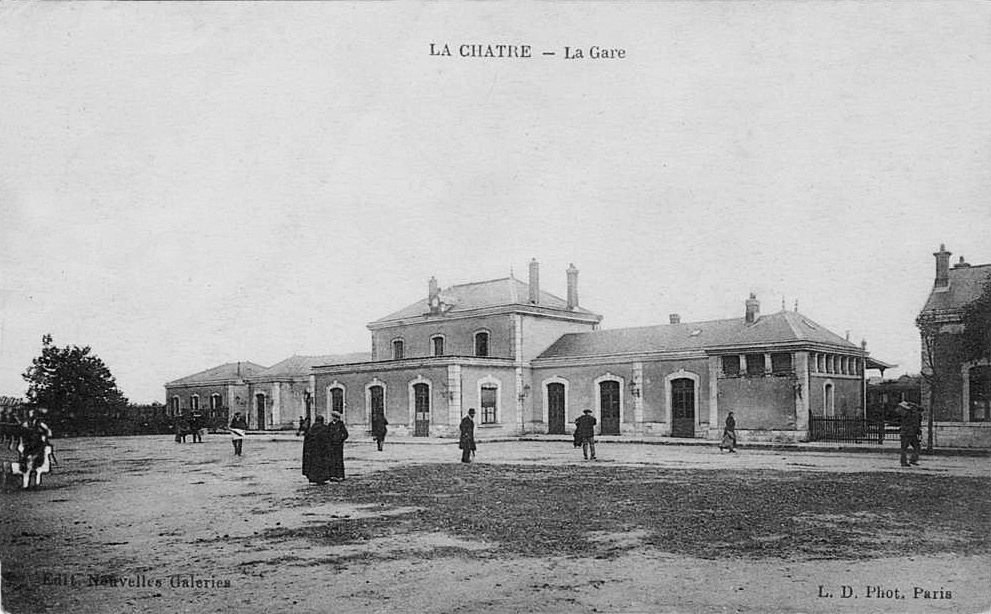
L'ancienne gare en 1900.

### Risques naturels et technologiques
La commune est classée en zone de sismicité 2, correspondant à une sismicité faible.

### Risques majeurs
Le territoire de la commune de La Châtre est vulnérable à différents aléas naturels : météorologiques (tempête, orage, neige, grand froid, canicule ou sécheresse), inondations, mouvements de terrains et séisme (sismicité faible). Il est également exposé à un risque technologique, le transport de matières dangereuses. Un site publié par le BRGM permet d'évaluer simplement et rapidement les risques d'un bien localisé soit par son adresse soit par le numéro de sa parcelle.

#### Risques naturels
Certaines parties du territoire communal sont susceptibles d’être affectées par le risque d’inondation par débordement de cours d'eau, notamment l'Indre. La commune a été reconnue en état de catastrophe naturelle au titre des dommages causés par les inondations et coulées de boue survenues en 1982, 1985, 1999, 2001, 2003 et 2020,.

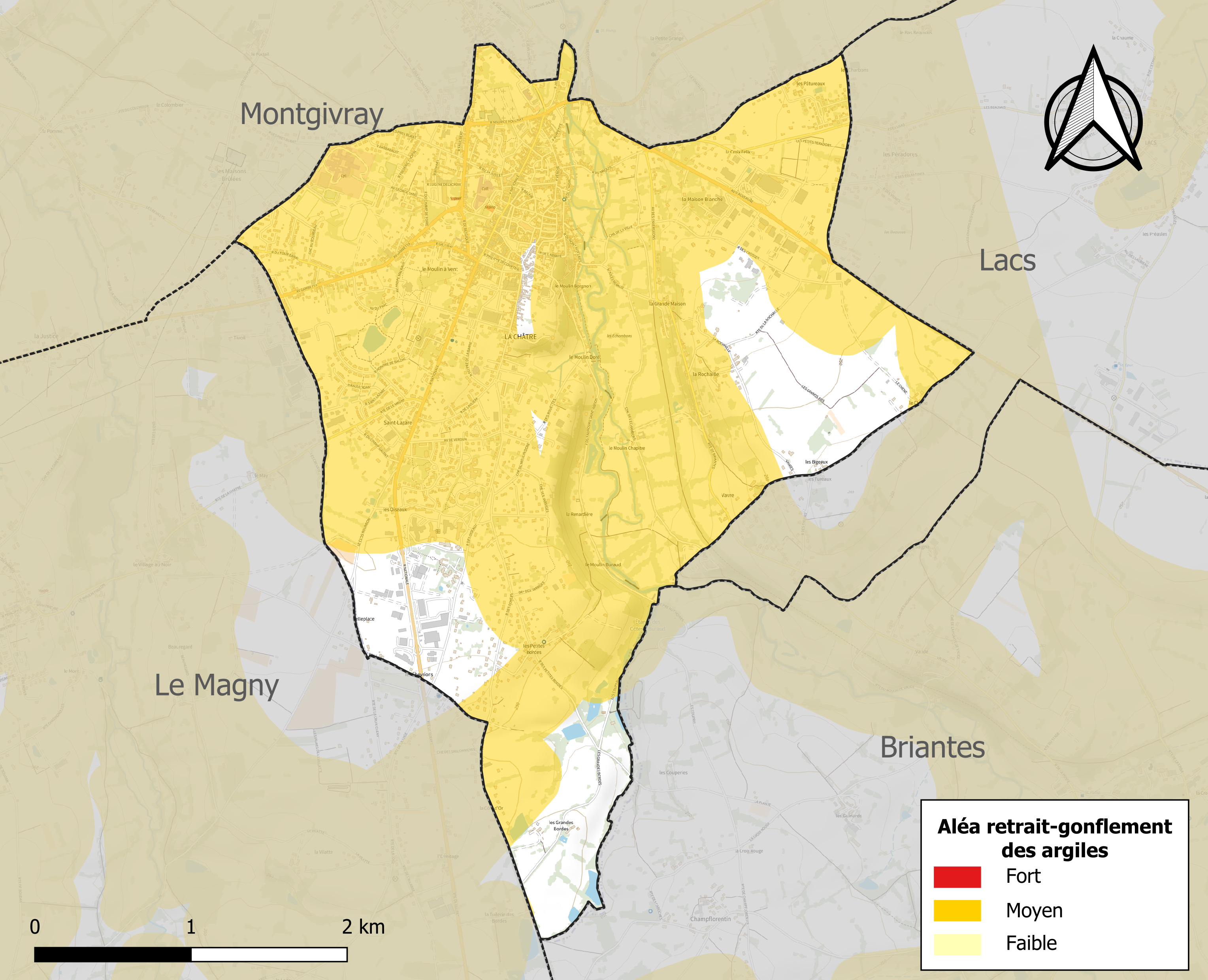
Carte des zones d'aléa retrait-gonflement des sols argileux de La Châtre.

Les mouvements de terrains susceptibles de se produire sur la commune sont des tassements différentiels.
Le retrait-gonflement des sols argileux est susceptible d'engendrer des dommages importants aux bâtiments en cas d’alternance de périodes de sécheresse et de pluie. 81 % de la superficie communale est en aléa moyen ou fort (84,7 % au niveau départemental et 48,5 % au niveau national). Sur les 1 894 bâtiments dénombrés sur la commune en 2019, 1784 sont en aléa moyen ou fort, soit 94 %, à comparer aux 86 % au niveau départemental et 54 % au niveau national. Une cartographie de l'exposition du territoire national au retrait-gonflement des sols argileux est disponible sur le site du BRGM,.
Concernant les mouvements de terrains, la commune a été reconnue en état de catastrophe naturelle au titre des dommages causés par la sécheresse en 1989, 1991, 1993 et 2019 et par des mouvements de terrain en 1999.

#### Risques technologiques
Le risque de transport de matières dangereuses sur la commune est lié à sa traversée par des infrastructures routières ou ferroviaires importantes ou la présence d'une canalisation de transport d'hydrocarbures. Un accident se produisant sur de telles infrastructures est en effet susceptible d’avoir des effets graves au bâti ou aux personnes jusqu’à 350 m, selon la nature du matériau transporté. Des dispositions d’urbanisme peuvent être préconisées en conséquence.

## Toponymie
Le nom de La Châtre vient du mot latin castra, pluriel de castrum, camp fortifié puis château fort. Le plus souvent, c’est un ancien camp romain qui est ainsi désigné. Le mot castra est à l’origine d’un certain nombre de toponymes qui peuvent être datés d’une période allant du Ve siècle au Xe siècle.
On relève les formes suivantes du nom de La Châtre : Apud Castram, in refectorio canonicorum en 1098, Petri de Castra le 12 avril 1164, La Chastre en 1196, La Chastre en janvier 1366, Guilelmus de La Chastre en 1391, La taverne de Jehan Peuron, prestre, à La Chastre en janvier 1409, Philippe de La Chastre en octobre 1417, La Chate vers 1435, La Chastre en octobre 1447, La Chatre en 1454, La Chastre en octobre 1456, La Chastre en Berry en septembre 1473, La Chastre en avril 1494, La Chartre au XVe siècle, La ville de La Chastre en Berry en 1567, La Chatre le 8 novembre 1788 et La Châtre au XVIIIe siècle.
Ses habitants sont appelés les Castrais.

## Histoire

### Antiquité
Méconnues, les origines de La Châtre ont suscité, par le passé, bien des spéculations chez les historiens locaux. Selon Émile Chénon, une garnison permanente vient s’établir, au temps de l’occupation romaine, sur les hauteurs dominant l’Indre, de façon à surveiller la voie Argenton-Châteaumeillant. Ce camp (castra) est à l’origine d’un groupement de population.

### Moyen Âge
Au XIe siècle, la ville est un château féodal, siège d'une baronnie du Bas-Berry dont le premier titulaire connu avec certitude est Ebbes VI, dernier fils de Raoul II de Déols, seigneur de Châteauroux, qui aurait créé pour son fils en 1010 cette baronnie dont dépendaient les seigneuries de Sarzay, Briantes, Angibault, Saint-Martin de Thevet, Maugivray, Montlevicq, Virolan, Bellefont, Ars, L'Alleu, Nohant, Vieilleville et La Prune au Pot ; en viendrait la maison féodale de La Châtre, selon la tradition : en fait, il n'y a pas de preuves formelles, et même en admettant que la famille de La Châtre tire bien son nom de la ville, elle n'en a, en tout cas, pas eu la seigneurie (en revanche, dans le Haut-Berry, elle régna sur La Maisonfort et Nançay).
Des moines cisterciens s’installent au bord de l’Indre et par la construction de moulins, amorcent le développement économique.
En 1152, Louis VII fait annuler son mariage avec Aliénor d'Aquitaine. Cette dernière épouse la même année Henri Plantagenêt. Le prince Ebbes de Châteauroux prête hommage à sa suzeraine. Il s'ensuit un saccage de ses territoires et La Châtre est brûlée en 1152 par le roi Louis VII.
En 1189, Denise de Déols, princesse de Déols, héritière des Raoul de Châteauroux, est mariée avec André de Chauvigny par Richard Cœur de Lion. La baronnie de Châteauroux passe ainsi à la famille de Chauvigny pour plus de deux cents ans. La Châtre est soumise par Philippe II Auguste en 1209.

Le blason de la famille de Chauvigny, seigneurs de La Châtre.

À la suite de l'épidémie de peste noire de 1348-1349, un monastère de Carmes s’installe dans la ville.
En 1369, le comte de Cambridge, Edmond de Langley, et le comte de Pembroke, Jean de Hastings, pillent et incendient en partie le village.
En 1417, le sire de Chauvigny donne aux habitants l’autorisation de fortifier leur ville. Cette autorisation est confirmée trente ans plus tard, en octobre 1447. Le nouveau baron fait construire vers 1424 un château fort dont il ne reste que le donjon (aujourd’hui musée George-Sand et de la Vallée Noire) et qui se trouvait à l’intérieur des « gros murs de la ville ». La Grande Charte de La Châtre de 1463 affranchit partiellement les bourgeois. Au XVe siècle, à la fin de la guerre de Cent Ans, la ville connaît une période de grand développement. Sa situation entre les possessions du roi de France et les anciennes provinces anglaises en fait un lieu d’échange facilité par la présence de la cour à Bourges. De belles maisons se construisent.
Les chroniqueurs du XVIe siècle décrivent La Châtre comme une ville « bien close et bien murée », comptant trois portes, plusieurs tourelles, un « vieil et ancien chastel » (ce chastel est décrit en 1567 comme une « grosse et haulte tour carrée accompagnée d’une court et quelque aultre peu de logis »), une église, un couvent, un hôtel-Dieu, une maladrerie, un cimetière, une place « fort grande et spacieuse » et au milieu de celle-ci de « grandes hasles de boucherie ». Sur la place, chaque samedi, se tient un marché public et La Châtre accueille chaque année deux foires. De nombreux marchands résident en ville, y tiennent boutiques de draps et merceries, de tanneries et « cuyrs » ; d’autres font commerce de gros et menu « bestail ».
À l'époque, le cimetière de La Châtre se trouve à proximité de la place du Marché occupant un quadrilatère délimité, sur sa longueur, par les actuelles rues Jules-Sandeau et Philippe-Decourteix et, sur sa largeur, par les actuelles rues Nationale et Maurice-Sand.

### Temps modernes
Au début du XVIIe siècle, à la limite des zones basses et de haute gabelle, la ville devient une cité de garnison et de magistrats qui bâtissent de beaux hôtels particuliers. En 1737, l'ancien donjon des Chauvigny devient prison royale. En 1788, le corps de ville décide d’abattre les portes de la ville dont les murs étaient déjà aux trois-quarts démolis.

### Époque contemporaine
En 1801, Ajasson de Grandsagne, maire de La Châtre, demande la fusion de sa ville avec différentes communes environnantes, dont celle de Montgivray. Par ordonnance royale du 20 avril 1820, l’hospice et le cimetière de La Châtre, avec les maisons, jardins, terrains et prés adjacents sont distraits de la commune de Montgivray et réunis au territoire de La Châtre. La Châtre gagnait alors environ onze hectares, dont cinq pour l’hospice et le cimetière et six de terrain non bâti. Dès lors, les limites de la commune ne seront plus modifiées.
Le XIXe siècle est marqué par l’industrie du cuir. Située dans un pays d’élevage et arrosée par l’Indre, la ville possédait dès le Moyen Âge de nombreuses tanneries dont tout un quartier porte encore le nom.
La gare de La Châtre est mise en service en 1882 par l'administration des chemins de fer de l'État, avant de devenir une gare du réseau de la Compagnie du chemin de fer de Paris à Orléans (PO), sur les lignes de Châteauroux à La Ville-Gozet et de La Châtre à Guéret. Elle est fermée au service des voyageurs en 1969.
Le voisinage de « la dame de Nohant », l'écrivaine George Sand, n'est pas sans influence sur la vie locale. L'écrivaine, qui se rendait fréquemment à La Châtre, déplorait d'ailleurs le conformisme de ses habitants. Cela n’empêche pas ceux-ci de célébrer à plusieurs reprises sa mémoire, en 1884 avec l’inauguration de la statue de Millet, en 1901 pour le 25e anniversaire de sa mort, en 1904 pour le centenaire de sa naissance ou en 1926 pour le cinquantenaire de sa mort. En 1926, les festivités prennent la forme d’un banquet dans un hôtel de la ville, pour 150 convives, suivi par un défilé de chars empruntant la rue Nationale, où se presse une foule compacte comme rarement on en vit à La Châtre.
Pendant la Première Guerre mondiale, on compte à La Châtre deux hôpitaux auxiliaires destinés à secourir les blessés militaires :
- le n° 29 : maison Boucheron (annexe à Chassignoles), 5, rue de Bellefond, qui compte de 32 à 52 lits, ouvert le 14 septembre 1914 et fermé le 16 décembre 1918 ;
- le n° 112 : collège de filles, 60 lits, ouvert le 1er septembre 1914[46].

Entre le 29 janvier et le 8 février 1939, plus de 2 000 réfugiés espagnols fuyant l'effondrement de la république espagnole devant les troupes de Franco, arrivent dans l’Indre. Contrairement aux départements voisins qui font appel aux communes, l’Indre réussit à les regrouper dans seulement trois, puis sept centres, ce qui permet un meilleur contrôle de cette population considérée comme dangereuse (notamment sur le plan sanitaire). Le Blanc est un des trois premiers centres. Les réfugiés, essentiellement des femmes et des enfants, sont soumis à une quarantaine stricte, vaccinés, le courrier est limité, le ravitaillement, s'il est peu varié et cuisiné à la française, est cependant assuré. Une partie des réfugiés rentrent en Espagne, incités par le gouvernement français qui en facilite les conditions, mais une grande partie préfèrent rester. La fermeture du camp, prévue pour le 10 mars, est repoussée au 1er juin. L’exode de juin 1940 concerne aussi ces réfugiés, qui une fois la campagne de France passée, reviennent. Le régime de Vichy les rassemble alors au camp de Douadic, surveillé par la police.
Dans les années 1960, La Châtre connaît de grandes transformations : des quartiers entiers sont créés autour de la vieille ville.

## Politique et administration

### Découpage territorial
La Châtre est membre :
- de la communauté de communes de La Châtre et Sainte-Sévère ;
- du canton de La Châtre ;
- de l'arrondissement de La Châtre ;
- de la deuxième circonscription de l'Indre.

### Administration municipale

#### Tendances politiques et résultats
| Élections présidentielles, résultats des deuxièmes tours.                                  | Élections présidentielles, résultats des deuxièmes tours. | Élections présidentielles, résultats des deuxièmes tours. | Élections présidentielles, résultats des deuxièmes tours. | Élections présidentielles, résultats des deuxièmes tours. | Élections présidentielles, résultats des deuxièmes tours. | Élections présidentielles, résultats des deuxièmes tours. | Élections présidentielles, résultats des deuxièmes tours. |
| Année                                                                                      | Élu                                                       | Élu                                                       | Élu                                                       | Battu                                                     | Battu                                                     | Battu                                                     | Participation                                             |
| ------------------------------------------------------------------------------------------ | --------------------------------------------------------- | --------------------------------------------------------- | --------------------------------------------------------- | --------------------------------------------------------- | --------------------------------------------------------- | --------------------------------------------------------- | --------------------------------------------------------- |
| 2002                                                                                       | 87,90 %                                                   | Jacques Chirac                                            | RPR                                                       | 12,10 %                                                   | Jean-Marie Le Pen                                         | FN                                                        | 83,15 %                                                   |
| 2007                                                                                       | 52,90 %                                                   | Nicolas Sarkozy                                           | UMP                                                       | 47,10 %                                                   | Ségolène Royal                                            | PS                                                        | 86,81 %                                                   |
| 2012                                                                                       | 50,91 %                                                   | François Hollande                                         | PS                                                        | 49,09 %                                                   | Nicolas Sarkozy                                           | UMP                                                       | 82,55 %                                                   |
| 2017                                                                                       | 67,68 %                                                   | Emmanuel Macron                                           | EM                                                        | 32,32 %                                                   | Marine Le Pen                                             | FN                                                        | 76,14 %                                                   |
| 2022                                                                                       | 59,21 %                                                   | Emmanuel Macron                                           | LREM                                                      | 40,79 %                                                   | Marine Le Pen                                             | RN                                                        | 73,06 %                                                   |
| Élections législatives, résultats des deux meilleurs scores du dernier tour de scrutin.    |                                                           |                                                           |                                                           |                                                           |                                                           |                                                           |                                                           |
| Année                                                                                      | Élu                                                       | Élu                                                       | Élu                                                       | Battu                                                     | Battu                                                     | Battu                                                     | Participation                                             |
| La Châtre est répartie sur plusieurs circonscriptions, cf. les résultats des .             |                                                           |                                                           |                                                           |                                                           |                                                           |                                                           |                                                           |
| Avant 2010, La Châtre est répartie sur plusieurs circonscriptions, cf. les résultats des . |                                                           |                                                           |                                                           |                                                           |                                                           |                                                           |                                                           |
| 2002                                                                                       | 74,14 %                                                   | Nicolas Forissier                                         | UMP                                                       | 25,86 %                                                   | André Laignel                                             | PS                                                        | 71,73 %                                                   |
| 2007                                                                                       | 62,86 %                                                   | Nicolas Forissier                                         | UMP                                                       | 37,14 %                                                   | Marie-Françoise Bechtel                                   | MRC                                                       | 69,82 %                                                   |
| Après 2010, La Châtre est répartie sur plusieurs circonscriptions, cf. les résultats de .  |                                                           |                                                           |                                                           |                                                           |                                                           |                                                           |                                                           |
| 2012                                                                                       | 57,05 %                                                   | Nicolas Forissier                                         | UMP                                                       | 42,95 %                                                   | Isabelle Bruneau                                          | PS                                                        | 71,73 %                                                   |
| 2017                                                                                       | 64,34 %                                                   | Nicolas Forissier                                         | UMP                                                       | 35,66 %                                                   | Sophie Guerin                                             | MDM                                                       | 56,46 %                                                   |
| 2022                                                                                       | 69,60 %                                                   | Nicolas Forissier                                         | LR                                                        | 30,40 %                                                   | Fabien Thirion                                            | RN                                                        | 49,62 %                                                   |
| 2024                                                                                       | %                                                         |                                                           |                                                           | %                                                         |                                                           |                                                           | %                                                         |
| Élections européennes, résultats des deux meilleurs scores.                                |                                                           |                                                           |                                                           |                                                           |                                                           |                                                           |                                                           |
| Année                                                                                      | Liste 1re                                                 | Liste 1re                                                 | Liste 1re                                                 | Liste 2e                                                  | Liste 2e                                                  | Liste 2e                                                  | Participation                                             |
| 2004                                                                                       | 29,85 %                                                   | Catherine Guy-Quint                                       | PS                                                        | 26,80 %                                                   | Brice Hortefeux                                           | UMP                                                       | 47,84 %                                                   |
| 2009                                                                                       | 37,30 %                                                   | Jean-Pierre Audy                                          | UMP                                                       | 15,39 %                                                   | Henri Weber                                               | PS                                                        | 43,63 %                                                   |
| 2014                                                                                       | 30,05 %                                                   | Brice Hortefeux                                           | UMP                                                       | 19,62 %                                                   | Bernard Monot                                             | FN                                                        | 55,94 %                                                   |
| 2019                                                                                       | 24,86 %                                                   | Nathalie Loiseau                                          | LREM                                                      | 24,58 %                                                   | Jordan Bardella                                           | FN                                                        | 55,94 %                                                   |
| 2024                                                                                       | %                                                         |                                                           |                                                           | %                                                         |                                                           |                                                           | %                                                         |
| Élections régionales, résultats des deux meilleurs scores.                                 |                                                           |                                                           |                                                           |                                                           |                                                           |                                                           |                                                           |
| Année                                                                                      | Liste 1re                                                 | Liste 1re                                                 | Liste 1re                                                 | Liste 2e                                                  | Liste 2e                                                  | Liste 2e                                                  | Participation                                             |
| 2004                                                                                       | 47,33 %                                                   | Michel Sapin                                              | PS                                                        | 40,73 %                                                   | Serge Vinçon                                              | UMP                                                       | 66,59 %                                                   |
| 2010                                                                                       | 48,30 %                                                   | François Bonneau                                          | PS                                                        | 41,00 %                                                   | Hervé Novelli                                             | UMP                                                       | 55.,22 %                                                  |
| 2015                                                                                       | 54,65 %                                                   | Philippe Vigier                                           | UDI                                                       | 26,02 %                                                   | François Bonneau                                          | PS                                                        | 61,56 %                                                   |
| 2021                                                                                       | 50,10 %                                                   | Nicolas Forissier                                         | LR                                                        | 26,88 %                                                   | François Bonneau                                          | PS                                                        | 37,36 %                                                   |
| Élections cantonales, résultats des deux meilleurs scores du dernier tour de scrutin.      |                                                           |                                                           |                                                           |                                                           |                                                           |                                                           |                                                           |
| Année                                                                                      | Élu                                                       | Élu                                                       | Élu                                                       | Battu                                                     | Battu                                                     | Battu                                                     | Participation                                             |
| La Châtre est répartie sur plusieurs cantons, cf. les résultats de ceux de .               |                                                           |                                                           |                                                           |                                                           |                                                           |                                                           |                                                           |
| 2001                                                                                       | ? %                                                       | ?                                                         | ?                                                         | ? %                                                       | ?                                                         | ?                                                         | ? %                                                       |
| 2004                                                                                       | %                                                         |                                                           |                                                           | %                                                         |                                                           |                                                           | indisponible %                                            |
| 2008                                                                                       | 72,29 %                                                   | Serge Descout                                             | UMP                                                       | 18,84 %                                                   | Marianne Puech                                            | PS                                                        | 71,20 %                                                   |
| 2011                                                                                       | %                                                         |                                                           |                                                           | %                                                         |                                                           |                                                           | indisponible %                                            |
| Élections départementales, résultats des deux meilleurs scores du dernier tour de scrutin. |                                                           |                                                           |                                                           |                                                           |                                                           |                                                           |                                                           |
| Année                                                                                      | Élus                                                      | Élus                                                      | Élus                                                      | Battus                                                    | Battus                                                    | Battus                                                    | Participation                                             |
| La Châtre est répartie sur plusieurs cantons, cf. les résultats de ceux de .               |                                                           |                                                           |                                                           |                                                           |                                                           |                                                           |                                                           |
| 2015                                                                                       | 63,34 %                                                   | Serge Descout Michèle Selleron élu au premier tour        | UD                                                        | 19,75 %                                                   | Bénédicte Damon Pascal Pelé                               | PS                                                        | 56,75 %                                                   |
| 2021                                                                                       | 81,89 %                                                   | François Daugeron Michèle Selleron                        | DVD                                                       | 18,11 %                                                   | Didier Fallet Marie-Laure Marcou                          | RN                                                        | 37,80 %                                                   |
| Référendums.                                                                               |                                                           |                                                           |                                                           |                                                           |                                                           |                                                           |                                                           |
| Année                                                                                      | Oui (national)                                            | Oui (national)                                            | Oui (national)                                            | Non (national)                                            | Non (national)                                            | Non (national)                                            | Participation                                             |
| 1992                                                                                       | 49,87 % (51,04 %)                                         | 49,87 % (51,04 %)                                         | 49,87 % (51,04 %)                                         | 50,13 % (48,96 %)                                         | 50,13 % (48,96 %)                                         | 50,13 % (48,96 %)                                         | 75,24 %                                                   |
| 2000                                                                                       | 71,75 % (73,21 %)                                         | 71,75 % (73,21 %)                                         | 71,75 % (73,21 %)                                         | 28,25 % (26,79 %)                                         | 28,25 % (26,79 %)                                         | 28,25 % (26,79 %)                                         | 32,83 %                                                   |
| 2005                                                                                       | 44,59 % (45,33 %)                                         | 44,59 % (45,33 %)                                         | 44,59 % (45,33 %)                                         | 55,41 % (54,67 %)                                         | 55,41 % (54,67 %)                                         | 55,41 % (54,67 %)                                         | 71,11 %                                                   |

#### Liste des maires
| Période        | Période      | Identité                    | Étiquette               | Qualité |
| -------------- | ------------ | --------------------------- | ----------------------- | --- |
| septembre 1944 | mai 1945     | Gaston Langlois (1917-2004) | SFIO                    | Épicier, résistant Libération-Sud et lieutenant FFI |
| mai 1945       | 1945         | Gaston Petit (1903-1971)    | SFIO                    | Instituteur, résistant Maire de Châteauroux (1967 → 1971) |
| 1945           | mars 1959    | André Chabenat              | Rad.                    | Chef d'une entreprise artisanale de fabrication de literie Député de l'Indre (1951 → 1955) Conseiller général de La Châtre (1945 → 1964)                                                                                                  |
| mars 1959      | mars 1971    | Jean Toury                  | UNR-UDT puis UDR        | Négociant Député de l'Indre (2e circ.) (1962 → 1967) Conseiller général de La Châtre (1964 → 1976) |
| mars 1971      | mars 1977    | Jacques Chauvet (1922-1986) | MRG                     | Président du syndicat des éleveurs de chevaux de trait Conseiller général de La Châtre (1976 → 1986) |
| mars 1977      | juin 1995    | Maurice Tissandier          | RI puis UDF-PR          | Chirurgien Député de l'Indre (2e circ.) (1968 → 1981) |
| juin 1995      | juillet 2017 | Nicolas Forissier           | UDF puis DL puis UMP-LR | Chef d'entreprise Ancien secrétaire d'État à l'agriculture (2004 → 2005) Député de l'Indre (1993 → 2012 et 2017 → ) Président de la CC de La Châtre et Sainte-Sévère (2002 → 2017) Démissionnaire à la suite de son élection comme député |
| juillet 2017   | En cours     | Patrick Judalet             | DVD                     | Ancien directeur général des services de la CDC Vice-président de la CC de La Châtre et Sainte-Sévère (2014 → ) |

### Jumelages
La commune est jumelée avec :
- Spilimbergo (Italie) depuis 1980.

## Équipements et services publics

### Espaces publics
- Office de tourisme[82]
- Hôtel des impôts[83]
- Trésor public[83]
- Caisse d'allocations familiales[84]

### Enseignement
La commune dépend de la circonscription académique de La Châtre.

### Postes et télécommunications
La Châtre compte un bureau de poste.

### Santé
La commune possède un centre hospitalier (Smur 36) et une maison médicale.

### Justice, sécurité, secours et défense
- Sous-préfecture[89]
- Police municipale
- Gendarmerie nationale[90]
- Centre de secours principal[91]
- Centre d'entretien et d'exploitation des routes du conseil départemental de l'Indre[92]

## Population et société

### Démographie
L'évolution du nombre d'habitants est connue à travers les recensements de la population effectués dans la commune depuis 1793. Pour les communes de moins de 10 000 habitants, une enquête de recensement portant sur toute la population est réalisée tous les cinq ans, les populations de référence des années intermédiaires étant quant à elles estimées par interpolation ou extrapolation. Pour la commune, le premier recensement exhaustif entrant dans le cadre du nouveau dispositif a été réalisé en 2008.

En 2022, la commune comptait 4 038 habitants, en évolution de −3,35 % par rapport à 2016 (Indre : −3 %, France hors Mayotte : +2,11 %).
| 1793  | 1800  | 1806  | 1821  | 1831  | 1836  | 1841  | 1846  | 1851  |
| ----- | ----- | ----- | ----- | ----- | ----- | ----- | ----- | ----- |
| 4 000 | 3 357 | 3 926 | 4 049 | 4 343 | 4 471 | 4 635 | 4 910 | 4 970 |

| 1856  | 1861  | 1866  | 1872  | 1876  | 1881  | 1886  | 1891  | 1896  |
| ----- | ----- | ----- | ----- | ----- | ----- | ----- | ----- | ----- |
| 4 981 | 5 038 | 5 167 | 4 928 | 4 993 | 5 234 | 5 215 | 5 048 | 4 850 |

| 1901  | 1906  | 1911  | 1921  | 1926  | 1931  | 1936  | 1946  | 1954  |
| ----- | ----- | ----- | ----- | ----- | ----- | ----- | ----- | ----- |
| 4 737 | 4 744 | 4 770 | 3 931 | 3 880 | 3 734 | 3 779 | 4 109 | 4 110 |

| 1962  | 1968  | 1975  | 1982  | 1990  | 1999  | 2006  | 2008  | 2013  |
| ----- | ----- | ----- | ----- | ----- | ----- | ----- | ----- | ----- |
| 4 025 | 4 524 | 4 847 | 4 922 | 4 623 | 4 547 | 4 488 | 4 465 | 4 289 |

| 2018  | 2022  | - | - | - | - | - | - | - |
| ----- | ----- | - | - | - | - | - | - | - |
| 4 040 | 4 038 | - | - | - | - | - | - | - |

### Manifestations culturelles et festivités
Depuis 2003, l'association « Un point C tout » organise un festival (tendance punk rock) et un concours de skateboard, tous les ans vers la fin de l'été (fin août). Ce festival réunit des groupes de renommée nationale et connaît chaque année un succès croissant. Les concerts se déroulent en bordure du skatepark ou au bar le London. Le concours, lui, se déroule le samedi et le dimanche.
La Châtre est aussi le siège du Comité George Sand, qui organise chaque année, autour du 14 juillet, depuis 38 ans[Quand ?], les Rencontres internationales de luthiers et maîtres sonneurs. Ces rencontres ont longtemps eu lieu au château de Saint-Chartier, et ont maintenant lieu au château d'Ars (Indre).

### Sports
Le territoire communal est traversé par le sentier de grande randonnée 46, le sentier de grande randonnée 654 et le sentier de grande randonnée de pays : Sur les pas des maîtres sonneurs.
L'Union Sportive de La Châtre est le regroupement sportif de la commune.
Tour de France de cyclisme
Le 10 juillet 1997, la commune a accueilli l'arrivée de la 5e étape du Tour de France 1997 de cyclisme. Le 17 juillet 1998, la commune a accueilli le départ de la 6e étape du Tour de France 1998 de cyclisme. Le 8 mars 2005, la commune a accueilli le départ de la 2e étape de la course de cyclisme Paris-Nice 2005.

### Médias
La commune est couverte par les médias suivants : La Nouvelle République du Centre-Ouest, Le Berry républicain, L'Écho - La Marseillaise, La Bouinotte, Le Petit Berrichon, L'Écho du Berry, France 3 Centre-Val de Loire, Berry Issoudun Première, Vibration (94.7), Forum, Europe 1 (97.9) France Bleu Berry et RCF en Berry (91.6).

### Cultes

#### Catholique
La commune de La Châtre dépend de l'archidiocèse de Bourges, du doyenné du Boischaut Sud et de la paroisse de La Châtre. Le lieu de culte est l'église Saint-Germain.

## Économie

### Revenus de la population et fiscalité
Le revenu net déclaré moyen par foyer fiscal et le pourcentage de foyers fiscaux imposables sont présentés dans les tableaux ci-dessous, :
|                     | 2009     | 2015     |
| La Châtre           | 18 015 € | 18 462 € |
| Indre               | 19 310 € | 19 175 € |
| Centre-Val de Loire | 22 400 € | 20 494 € |
| France              | 23 433 € | 20 566 € |

|                     | 2009   | 2015   |
| La Châtre           | 42,9 % | 42,5 % |
| Indre               | 47,9 % | 48,7 % |
| Centre-Val de Loire | 55,1 % | 55,5 % |
| France              | 54,3 % | 55,4 % |

### Emploi
Comme dans de nombreuses communes de la France rurale au tournant du XXIe siècle, le principal employeur de la ville a réduit ses effectifs (environ 300 sur 461) en 2015. Il s'agit de Fenwal, qui fabrique des poches de sang. Cependant, La Châtre ne compte pas parmi les « gros bourgs agonisants qui comptent les devantures fermées et l'exode de ses services publics » estime le magazine Society. En dépit de certaines difficultés, le commerce local reste assez dynamique.

### Entreprises et commerces
Plusieurs zones industrielles ont été créées par le syndicat intercommunal à vocation multiple (SIVOM). Une première zone industrielle, dite des Ribattes, près de l'ancienne gare, regroupe notamment des industries de transformation (scierie, béton, charpentes). Une autre zone, avenue d'Auvergne, comprend des entreprises de transformation alimentaire (boulangerie alimentaire, plats préparés, abattoir, etc.). Au sud, des entreprises de produits métallurgiques, et au nord, une entreprise importante de parapharmacie. Une entreprise de numérisation de documents est implantée sur le site des Capucins.
La commune se trouve dans l'aire géographique et dans la zone de production du lait, de fabrication et d'affinage du fromage Valençay.

### Tourisme et hébergement
Un camping est présent dans la commune. Il s'agit du camping Le Val Vert en Berry qui dispose de 63 emplacements.

## Culture locale et patrimoine

### Ville et Pays d'art et d'histoire
La Châtre a obtenu au concours des villes et villages fleuris :
- une fleur en 2005[102], 2006[103], 2007[104] et 2011[105] ;
- deux fleurs en 2013, 2014, 2015, 2016 et 2017.

### Lieux et monuments

#### Château de La Châtre
Le château de La Châtre est aujourd'hui le musée George-Sand et de la Vallée Noire.

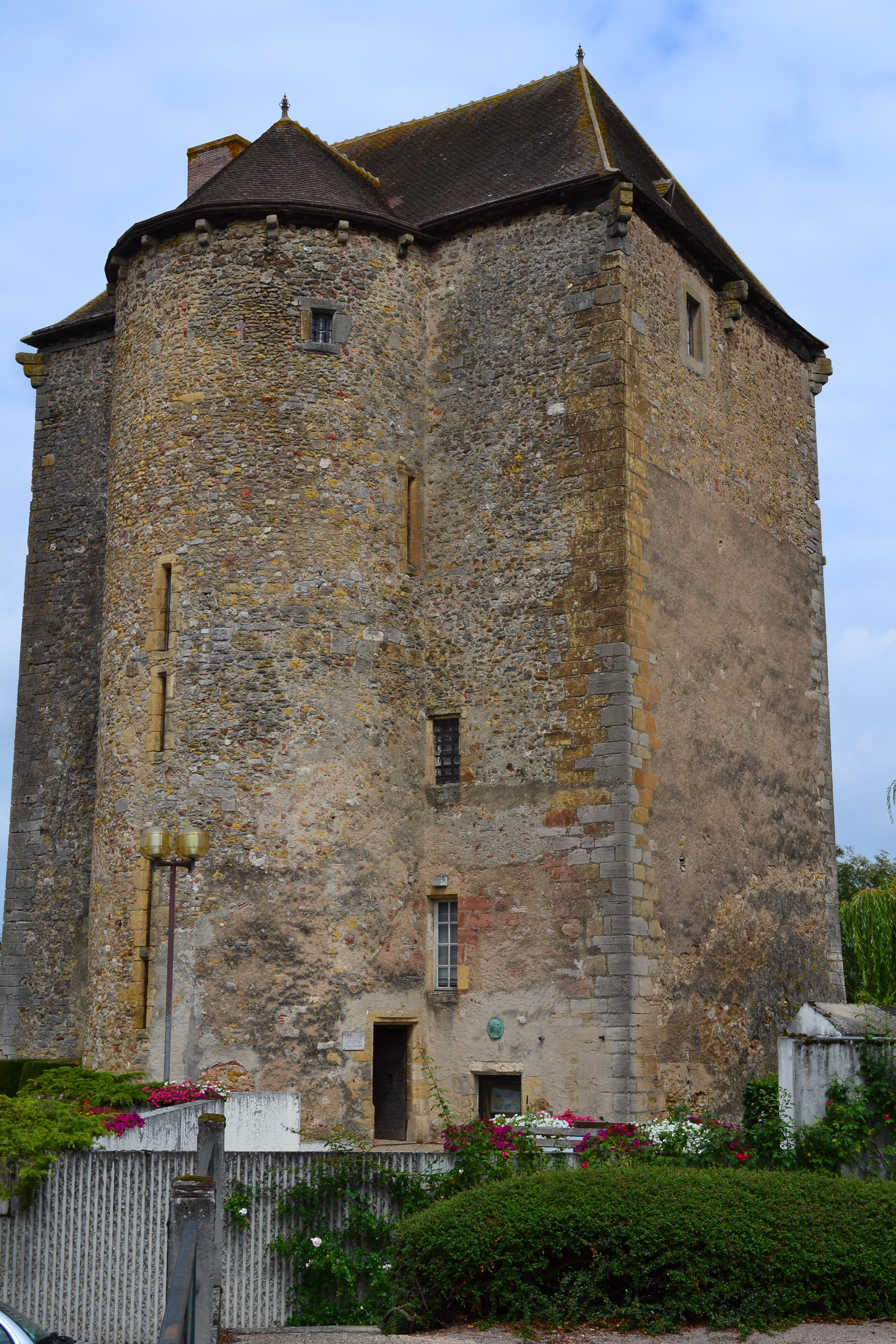
Le donjon du château en 2011.

#### Église Saint-Germain
L'église Saint-Germain est datée du XIVe siècle, l'église est en partie reconstruite en 1904. Son clocher, haut de 55 mètres, est l'emblème de la ville, visible de partout.

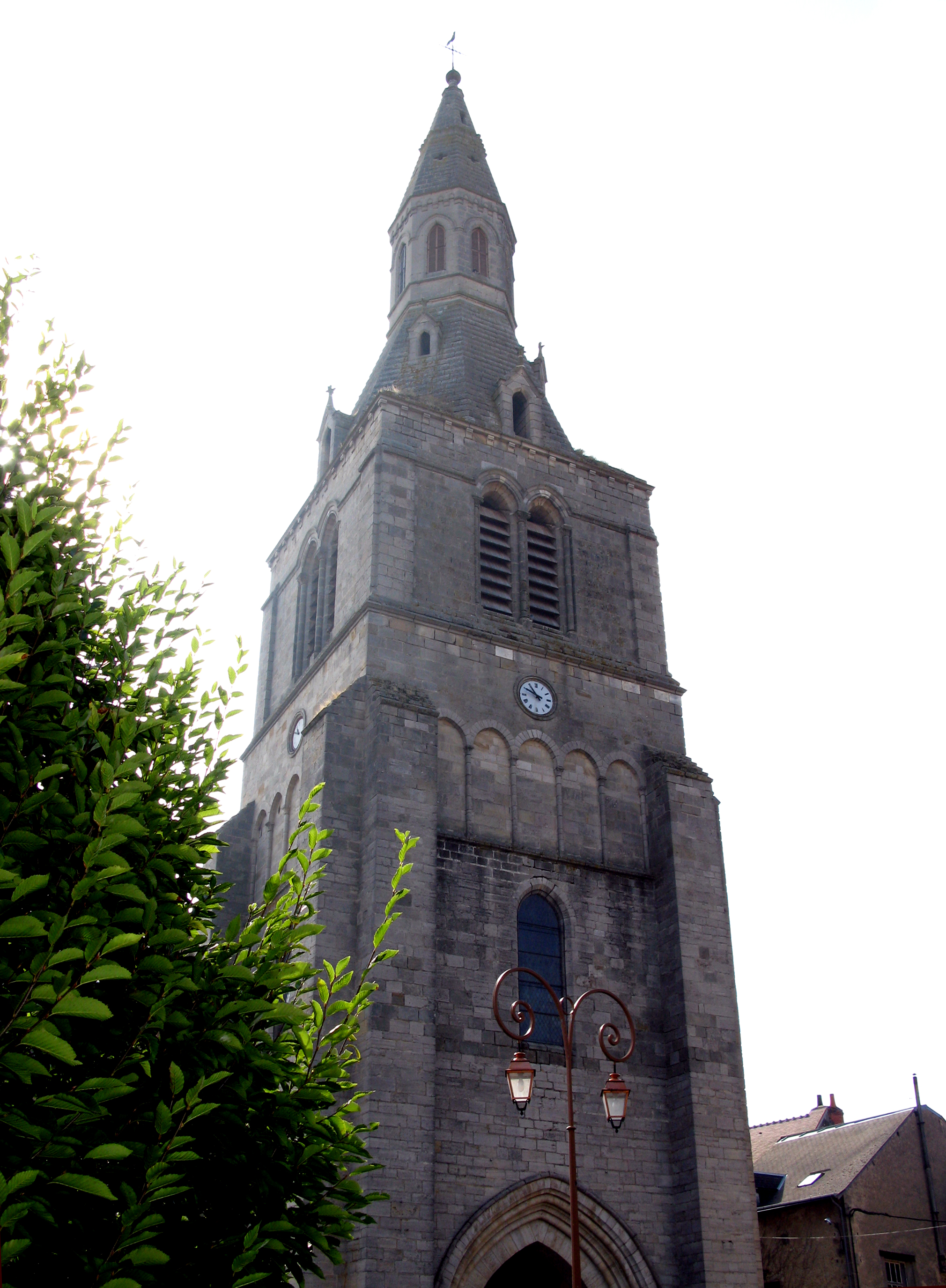
Le clocher de l'église Saint-Germain en 2008.

#### Palais de Justice
Le palais de Justice est un édifice de type néo-classique, construit en 1855-1861 par l’architecte Alfred Dauvergne.

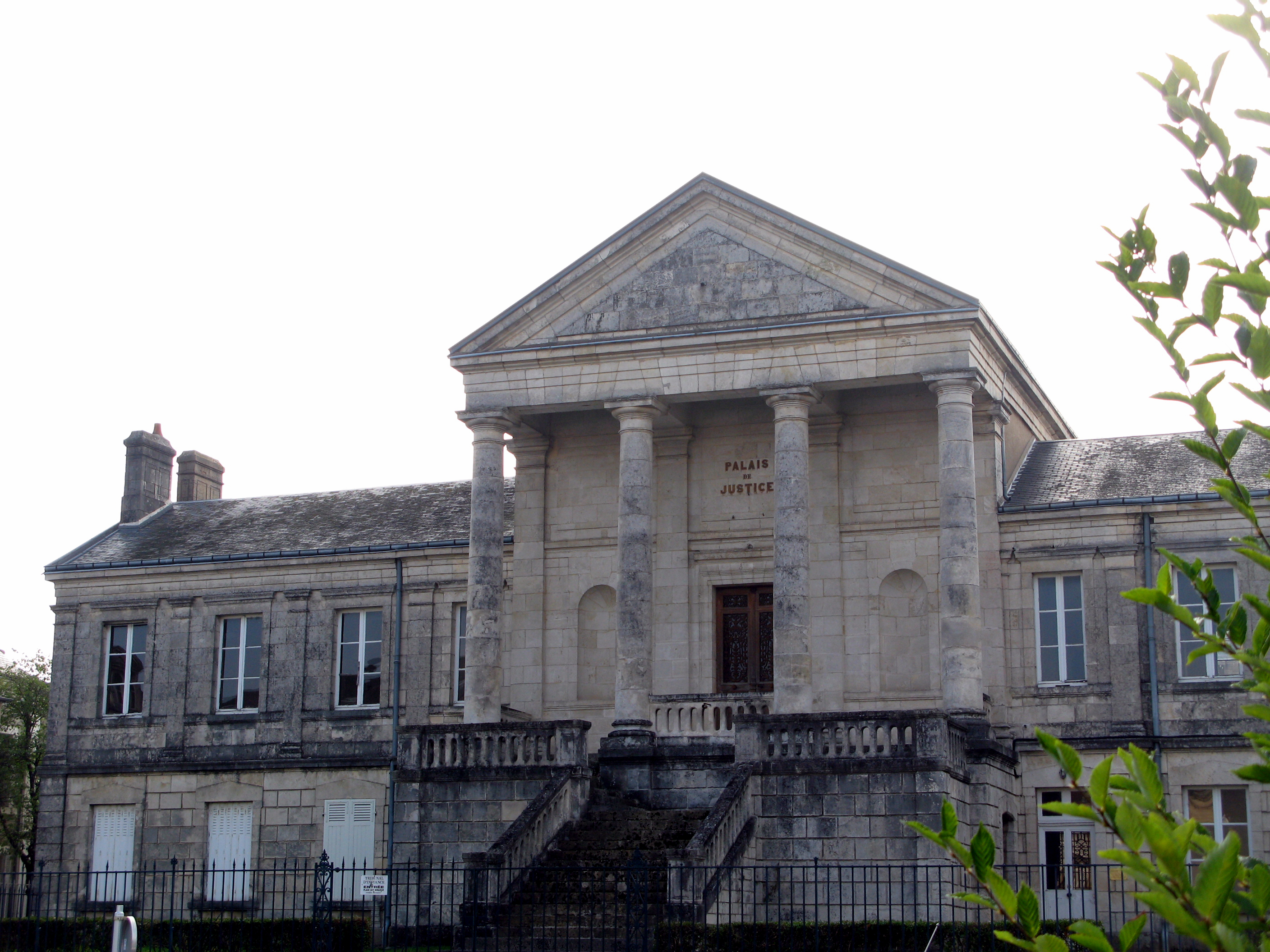
Le palais de Justice en 2008.

#### Chapelle-fontaine Sainte-Radegonde
La chapelle-fontaine Sainte-Radegonde, dite « la Grand Font », date du XVe siècle et est inscrite aux monuments historiques, depuis le 16 juillet 1925. Elle était notamment fréquentée par les jeunes femmes enceintes.

#### Maison à pans de bois et sa porte gothique
La maison à pans de bois et sa porte gothique sont tous les deux inscrits aux monuments historiques depuis le 9 janvier 1926,.

#### Monument aux morts
Il a la particularité de représenter une femme debout au pied d'une lanterne des morts. La figure principale, une femme en recueillement devant la dépouille de son enfant, est due au sculpteur Ernest Nivet ; celle-ci orne également le monument aux morts de la ville de Hattonchâtel dans la Meuse.

#### Monument aux morts de la guerre de 1870
Le monument aux morts de la guerre de 1870.

#### Hôtel de Villaines
Cet hôtel particulier fut édifié par Bargat à la fin du XVIIIe siècle pour le marquis Étienne-Philippe de Villaines, chef de brigade des gardes du corps du roi, maréchal des camps et armées en 1790. Acheté par la municipalité en 1807, il abrita le collège de la ville jusqu'en 1954. Depuis, il est le siège de la bibliothèque.

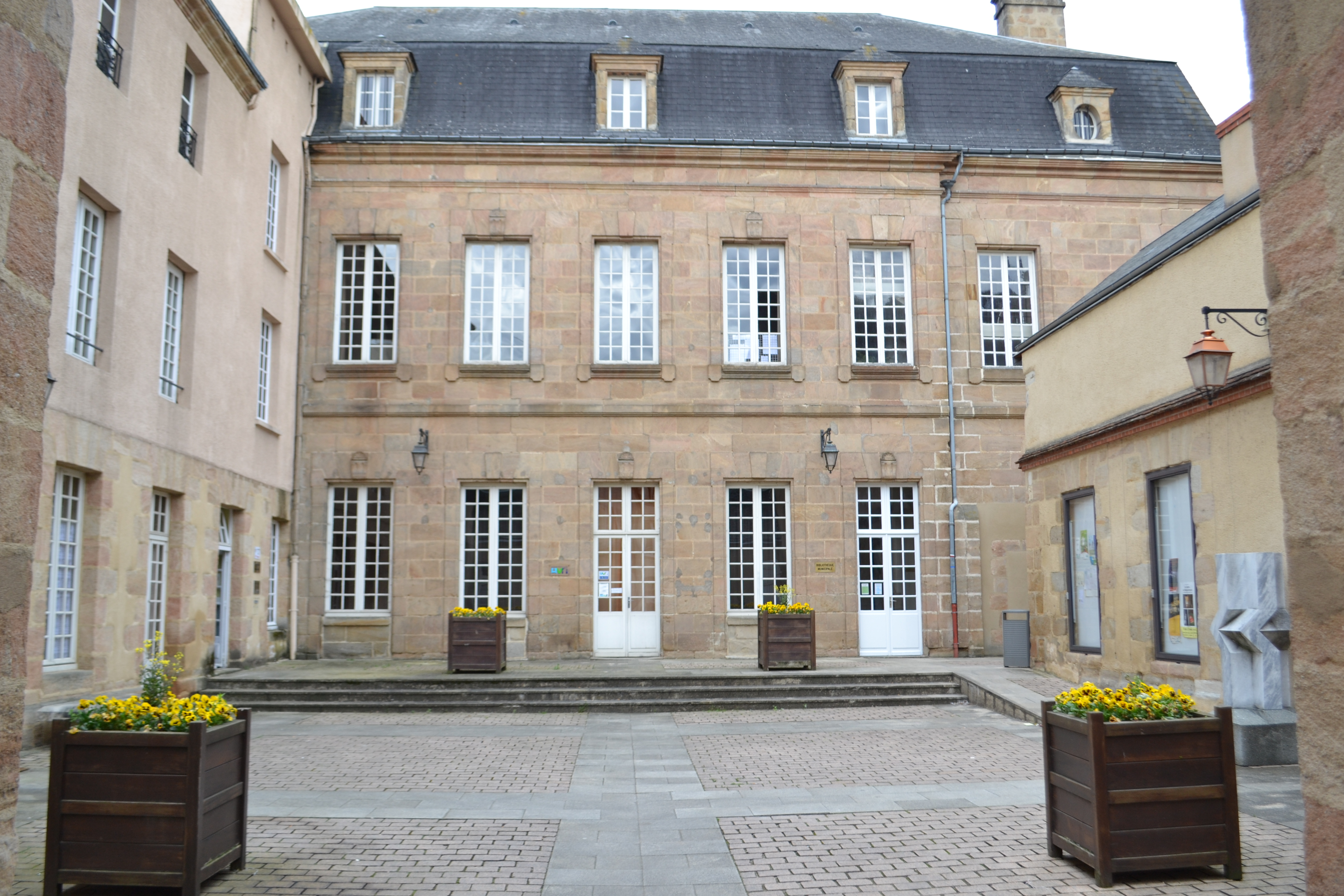
La cour d'honneur de l'hôtel de Villaines, édifié au XVIIIe siècle en 2013.

#### Pont aux Laies
Bien que ne semblant pas antérieur au XVIIIe siècle, la tradition locale fait remonter la construction de cet ouvrage aux Romains. Le pont fait l’objet d’une inscription au titre des monuments historiques, depuis le 18 novembre 1935.

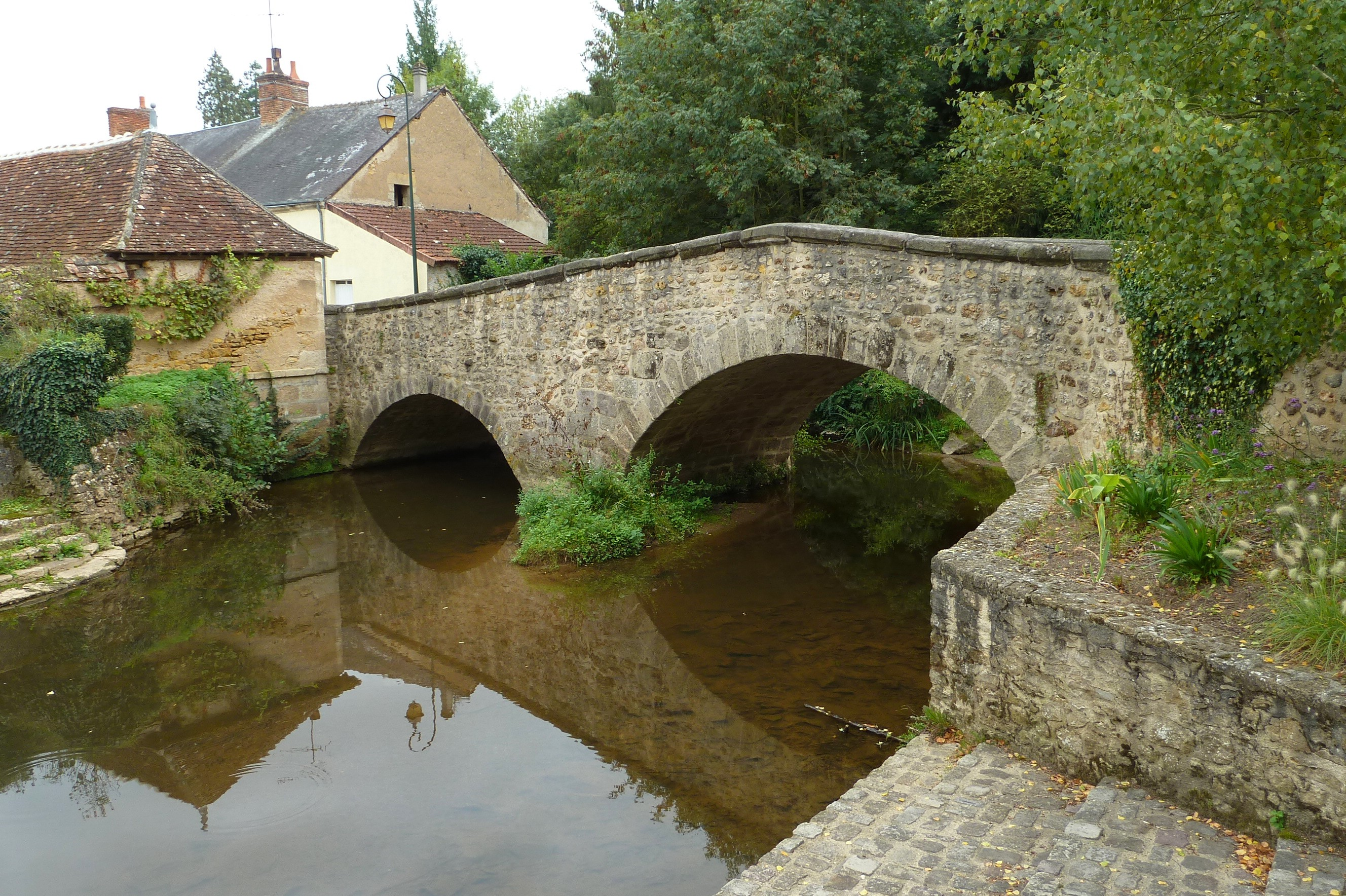
Le pont aux Laies en 2011.

#### Puits gothique
Situé dans la cour de la maison occupée autrefois par le Bureau des hypothèques, entre la place du Docteur-Vergnes, la rue Notre-Dame et la rue d'Enfer, aujourd'hui propriété privée, ce puits est un très bel exemple de style Louis XII. Il fait l’objet d’une inscription au titre des monuments historiques depuis le 25 mars 1930.

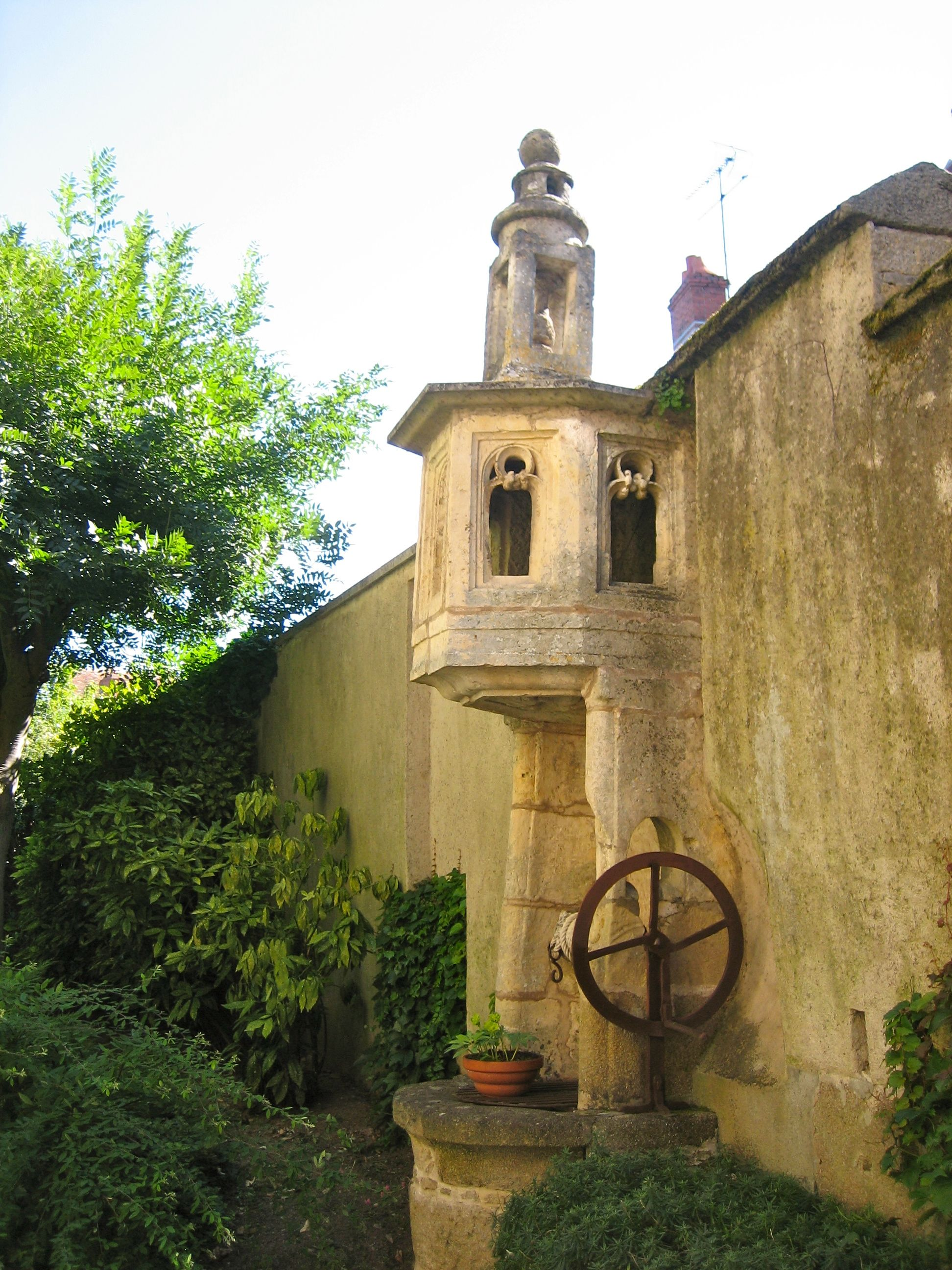
Le puits gothique en 2012.

#### Cèdre centenaire
Au croisement des rues Jean-Pacton et Maurice-Rollinat, à proximité de la chapelle des Capucins à l'entrée de la ville, se trouve un cèdre du Liban remarquable d'une hauteur d'environ vingt mètres et d'un âge estimé à 130 ans. Parfois surnommé le « Cèdre de La Châtre », l'arbre souffre depuis une quinzaine d'années d'un affaiblissement de sa vigueur. En 2016, une première branche charpentière s'effondre, puis une seconde en octobre 2023 qui, dans sa chute, endommage la toiture de la chapelle adjacente. L'arbre, déstabilisé et souffrant de divers problèmes de santé, est abattu fin avril 2024,.

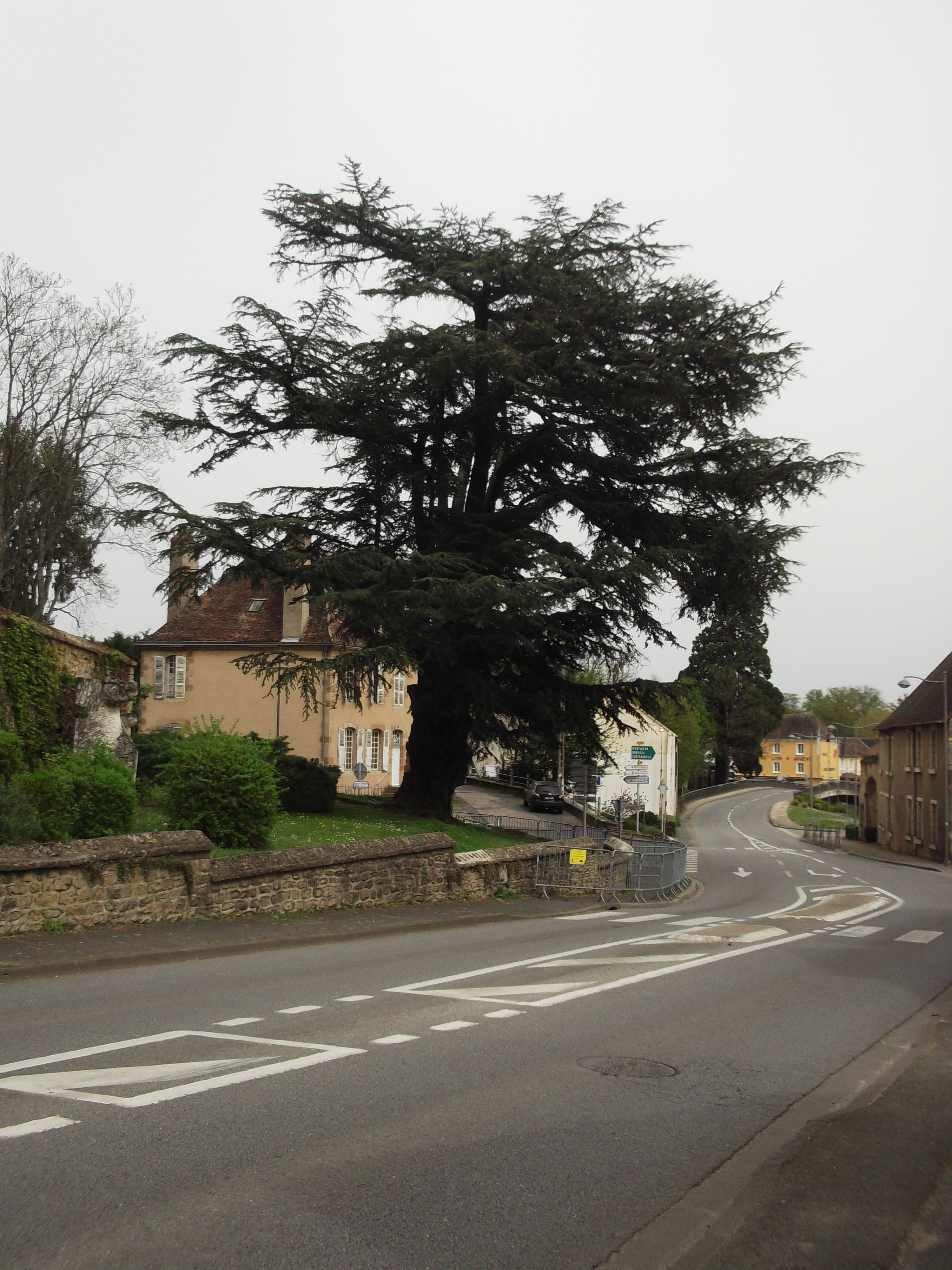
Cèdre de La Châtre, début avril 2024.

#### Autres

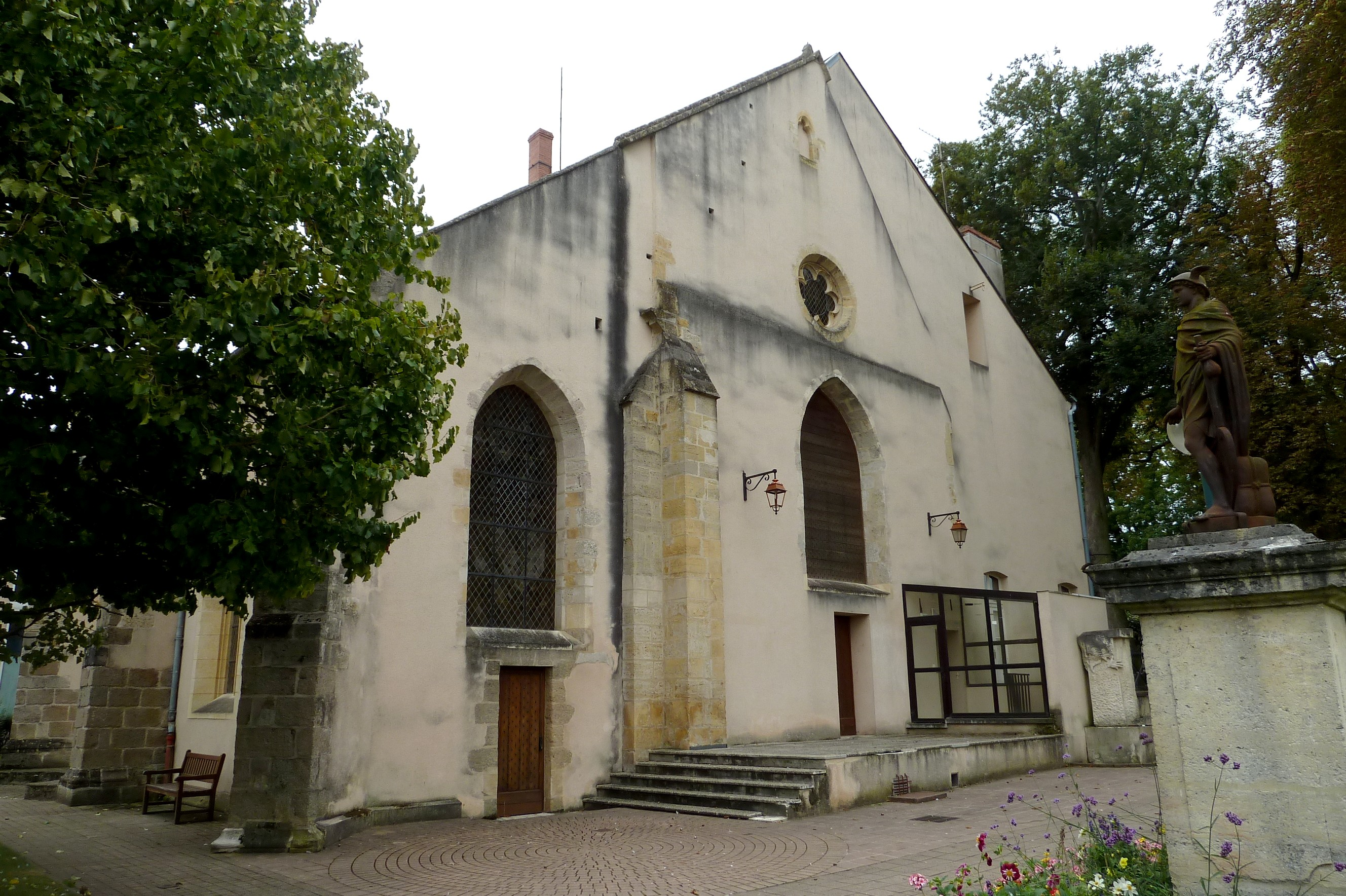
L'ancien couvent des Carmes en 2011.
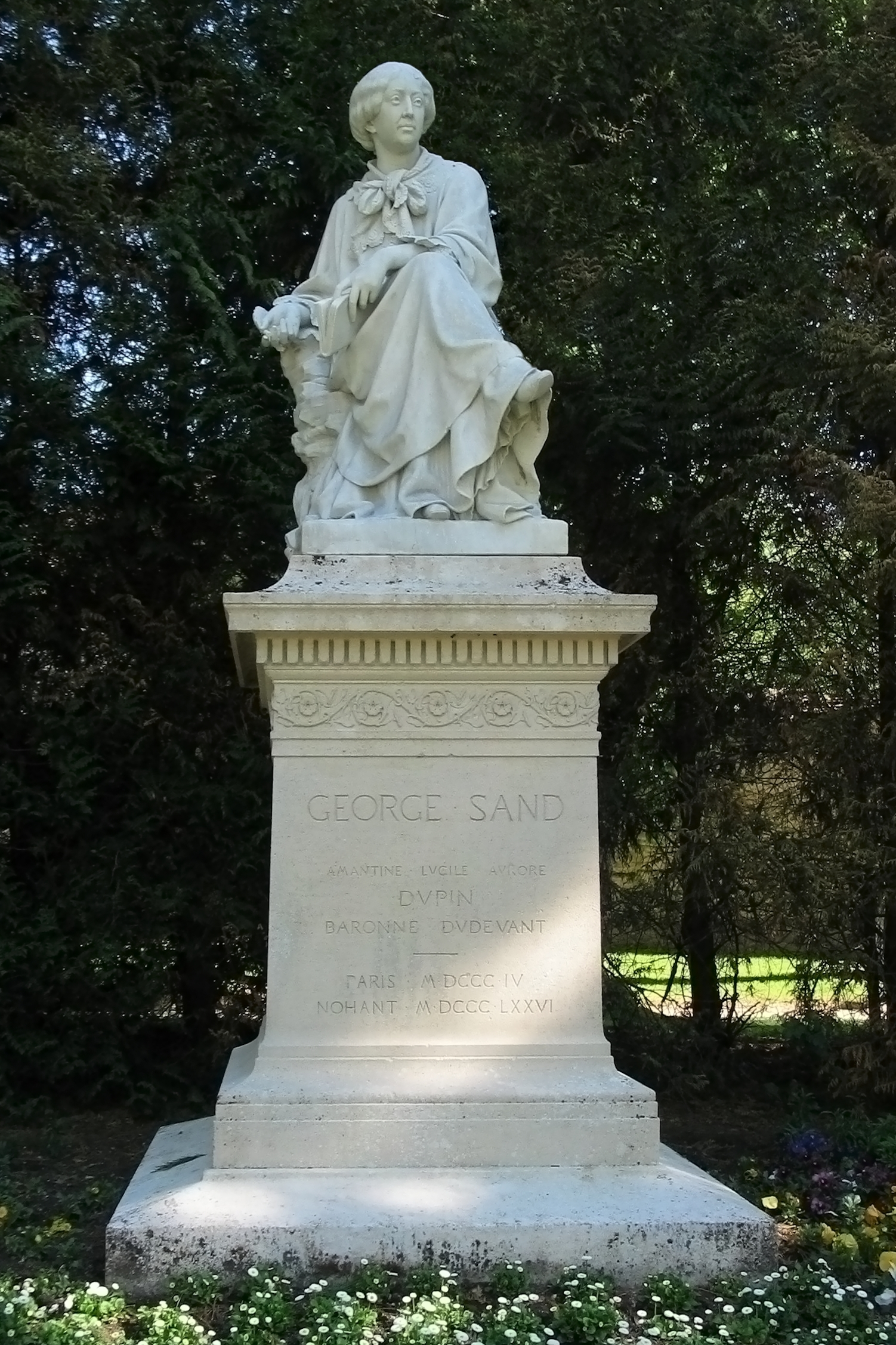
La statue de George Sand par Aimé Millet en 2004.
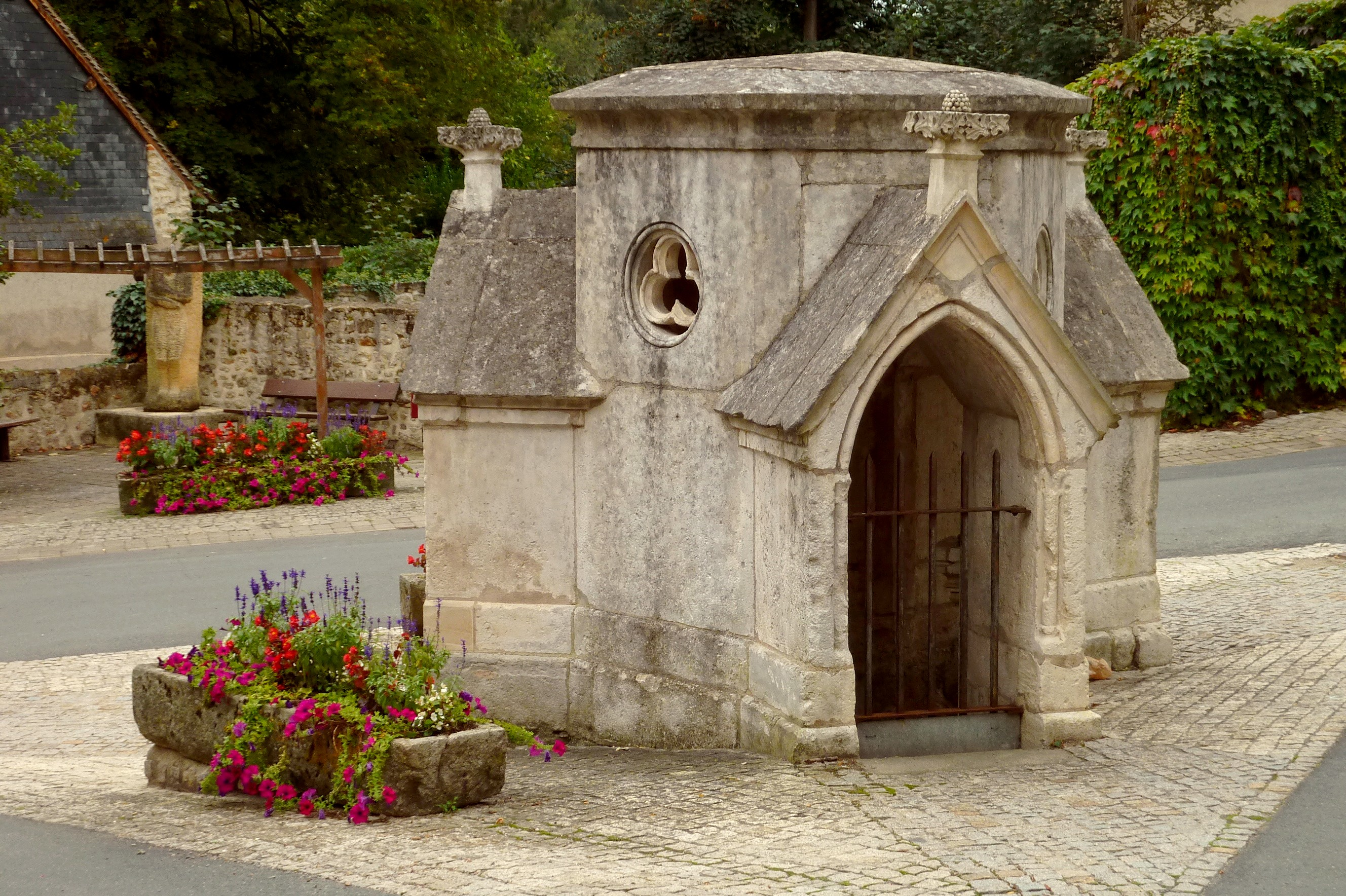
La fontaine Sainte-Radegonde en 2011.

### Patrimoine culturel

#### Musée George-Sand et de la Vallée Noire
Le musée George-Sand et de la Vallée Noire,
, est installé dans la tour de la forteresse des Chauvigny. Il commence très petitement, en 1876, par un vote du conseil municipal d'une somme de soixante francs pour l'acquisition d'une armoire destinée à recevoir des objets devant former le commencement du musée. Depuis, le musée a grandi et, en 1939 s'intègre au musée créé par Jean Depruneaux dans la tour, ancienne prison reconvertie. Il prend sa dénomination actuelle en 1954 et est musée de la ville depuis 1964. Le musée contient de nombreux documents d'histoire locale ; un étage est réservé à George Sand, un deuxième aux peintres de la Vallée Noire et de la Creuse, comme Jules Péaron, Henri Couta, Paul Rue, Frédéric Lauth, Fernand Maillaud, Paul Madeleine, Santaolaria, Bernard Naudin ; dans des vitrines des lettres autographes de George Sand, Maurice Rollinat, Henri de Latouche, des médaillons représentant Henri de Latouche, Ajasson de Gransagne, Stanislas Limousin, des bustes de Jean Baffier et de Gabriel Nigond. On y trouve aussi la copie, par Maurice Sand, du tableau d'Eugène Delacroix intitulé l'Éducation de la Vierge initialement installée à la chapelle Sainte-Anne de Nohant. Enfin, le musée abrite l'imposante collection ornithologique léguée par le général Pierre Philippe Léonce de Beaufort qui l'avait lui-même obtenue au travers de sa femme, petite-fille d'Emmanuel Baillon[réf. nécessaire].

#### Bibliothèque
La ville dispose d'une bibliothèque publique, située dans l'hôtel de Villaines et gérée par la communauté de communes de La Châtre et Sainte-Sévère, avec une antenne à Sainte-Sévère-sur-Indre. Créée en 1829, et enrichie régulièrement par des dons, elle possède des documents sur le patrimoine et l'histoire locale d'une richesse exceptionnelle, dont la partie ancienne est conservée dans les Fonds patrimoniaux de la bibliothèque. Parmi ses collections, il y a bien sûr la totalité des œuvres de George Sand, y compris sa volumineuse correspondance, mais aussi l’œuvre d'Émile Chénon, de Buhot de Kersers, beaucoup d'inédits d'écrivains et d'historiens locaux, et un fonds de manuscrits de Raymonde Vincent, qui a vécu à Saint-Chartier.

#### Cinéma Lux
Le cinéma Lux est un ancien réfectoire de la maison des Carmes, puis théâtre en 1806, le bâtiment est transformé en cinéma dans les années 1930. 
Rénovée en 1994, la salle Maurice Sand, bleu de Prusse désormais, projette les films dès leur sortie. Elle accueille également des représentations théâtrales et les masterclass du festival de Nohant chaque été.

#### La Châtre à la télévision
En 1995, La Châtre est l'objet du documentaire de France 2 Samedi soir en province, consacré aux soirées festives de la jeunesse locale le week-end. En 2019, le magazine Society enquête à La Châtre sur les traces de cette histoire, le montage de l'émission ayant à l'époque fortement déplu aux personnes filmées,.

#### Théâtre Maurice-Sand
Le théâtre Maurice-Sand est géré par l'association du Théâtre Maurice Sand, le théâtre propose une programmation riche et variée toute l'année[réf. nécessaire].

#### École de musique municipale de l'harmonie de La Châtre
L'école de musique municipale de l'harmonie de La Châtre a pour but de proposer un enseignement dispensé selon le niveau des élèves, et ainsi de les faire progresser pour pouvoir intégrer l'Harmonie municipale. La pratique collective de la musique est donc l'objectif à tout niveau[réf. nécessaire].

### Personnalités liées à la commune
- Guillaume de Marcillat (1470-1529), peintre de vitraux, né à La Châtre et actif en Italie.
- Sylvain Yvernault (1740-1806), homme politique, chanoine de Saint-Ursin à Bourges, député du clergé aux États généraux de 1789 pour le bailliage du Berry.
- Charles Périgois (1746-1814), homme politique né et décédé à La Châtre, député de l'Indre au Corps législatif de 1804 à 1814.
- Gilles Porcher de Lissonay (1752-1824), homme politique français sous la Révolution et l'Empire, né à La Châtre.
- Armand de Buchepot (1765-1814), homme politique, né à La Châtre.
- Henri de Latouche (1785-1851), journaliste, poète et écrivain français, né à La Châtre.
- George Sand (1804-1876), femme de lettres.
- Alphonse Fleury (1809-1877), homme politique, préfet de Loire-Atlantique.
- Jules Sandeau (1811-1883), ami d'Aurore Dupin baronne Dudevant, future George Sand, écrivit un roman avec elle (Rose et Blanche) et lui donne une partie de son nom : elle deviendra George Sand. Il possédait une maison à La Châtre, place du Marché, qui a été démolie.
- Ernest Périgois (1819-1906), haut fonctionnaire et homme politique né et décédé à La Châtre, préfet de la Creuse, député de l'Indre de 1881 à 1885.
- Alfred Dauvergne (1824-1885) et Henry Dauvergne (1848-1917), architectes, père et fils, le premier auteur du palais de justice (1855-1861), le second de la reconstruction de l’église Saint-Germain (1903).
- Émile Acollas (1826-1891), jurisconsulte, né à La Châtre.
- Étienne de Saint-Martin (1831-1911), député de l'arrondissement de La Châtre.
- Félicien Chadeigne (1848-1925), musicien, chef d'orchestre et compositeur, né à La Châtre.
- Jenny de Vasson (1872-1920), photographe, née à La Châtre.
- Jean Depruneaux (1876-1958), né à La Châtre, pharmacien, crée le musée de la Vallée Noire en 1938, et fait don du musée à la ville.
- Jean de Bosschère (1878-1953), aussi écrit Boschère, poète, a vécu à La Châtre de 1939 à sa mort.
- André Boillot (1891-1932), dit « Dribus », pilote de course automobile français, mort en course le 5 juin 1932, à La Châtre.
- Édouard Lévêque (1911-1997), connu sous le nom de Jean-Louis Boncœur, peintre, homme de lettres et comédien français, né à La Châtre.
- Jean Gaultier (1916-1987), instituteur, conservateur du musée George-Sand, auteur de Histoire de La Châtre.
- Fred Deux (1924-2015), dessinateur et écrivain.
- Marcel Dussault (1926-2014), ancien coureur cycliste, né à La Châtre.
- Pierre de Boisdeffre (1926-2002), diplomate, critique littéraire et écrivain, ancien directeur de l'ORTF, a vécu et est inhumé à La Châtre.
- Cécile Reims (1927-2020), graveur.
- Maurice Bourg (1933-2022), libraire, adjoint à la Culture[121], bienfaiteur de la commune[122].
- Éliane Aubert-Colombani (1934-), écrivain, vit à La Châtre.
- Jean-Daniel Lafond (1944-), cinéaste, époux de l'ancien gouverneur général du Canada (2005-2010), Michaëlle Jean, professeur de philosophie au lycée George Sand de 1971-1973.

### Héraldique, logotype et devise
| Blason de La Châtre | Blason  | De sinople à trois pavillons [tentes] d'argent pavillonnées de gueules; (au chef cousu d'azur chargé de trois fleurs de lis d'or). |
| Blason de La Châtre | Détails | Le statut officiel du blason reste à déterminer.                                                                                   |